# Freesdorf
Freesdorf ist ein Ortsteil der Stadt Luckau im Landkreis Dahme-Spreewald in Brandenburg. Der eingemeindete Ort liegt drei Kilometer südöstlich von Luckau in einer Niederung des Luckauer-Calauer Beckens.

## Lage
Freesdorf liegt im Westen der Niederlausitz, etwa zwei Kilometer südöstlich der Stadt Luckau. Umliegende Ortschaften sind Cahnsdorf im Norden, Egsdorf im Osten, Frankendorf und Görlsdorf im Südosten, die Ortsteile Beesdau und Goßmar der Gemeinde Heideblick im Süden und Südwesten, Wittmannsdorf im Westen sowie Luckau selbst im Nordwesten.
Freesdorf liegt etwa einen Kilometer südlich der Landesstraße L52 von Luckau nach Calau. Südlich des Dorfes, allerdings bereits auf der Gemarkung des Nachbarortes Goßmar entspringt die Berste. Im südlichen Teil der Freesdorfer Gemarkung befindet sich das Naturschutzgebiet Borcheltsbusch.

## Geschichte
Die urkundliche Ersterwähnung Freesdorfs datiert auf den 23. Juli 1297 unter dem Ortsnamen Frederichstorf. Der Ortsname ist von dem deutschen Personennamen Frederik abgeleitet, was auf eine durch Deutsche gegründete Ortschaft hinweist. Arnošt Muka bezeichnet den Ort als Ort des Friesen. Freesdorf ist als Haufendorf angelegt und stand zunächst unter der Grundherrschaft des Klosters Dobrilugk und gehörte bis 1541 zu diesem.
Nach dem Wiener Kongress kam Freesdorf an das Königreich Preußen. 1816 wurde das Dorf dem Landkreis Luckau zugeordnet. Bei der Kreisreform in der DDR am 25. Juli 1952 kam die Gemeinde Freesdorf zum Kreis Luckau im Bezirk Cottbus. Nach der Wende lag Freesdorf zunächst im Landkreis Luckau in Brandenburg und wurde am 6. Dezember 1993 im Zuge der Kreisreform dem Landkreis Dahme-Spreewald zugeordnet. Am 31. Dezember 2000 erfolgte die Eingemeindung nach Luckau.

## Bevölkerungsentwicklung
| Jahr | Einwohner |
| ---- | --------- |
| 1875 | 121       |
| 1890 | 136       |
| 1910 | 96        |
| 1925 | 100       |
| 1933 | 100       |
| 1939 | 88        |
| 1946 | 170       |
| 1964 | 119       |
| 1981 | 83        |
| 1989 | 75        |
| 2014 | 41        |
| 2019 | 46        |
| 2020 | 44        |
| 2023 | 46        |

Quellen

## Kultur und Sehenswürdigkeiten

### Der Freesdorfer Borchelt
Direkt an der Straße von Freesdorf nach Goßmar gelegen, befinden sich die gut erhaltenen Überreste einer slawischen Burganlage. Diese besteht aus einer für die Lausitz typischen Ringwaldburg im Südwesten und einem im Nordosten vorgelagerten, halbkreisförmig von einem Wall umgebenen Areal. Hier befand sich eine sogenannte Vorburgsiedlung, die für die Niederlausitz als charakteristisch gilt. Die vorhandene Befestigung und Trennung mit Hilfe einer Wallmauer gilt dabei als vergleichsweise selten.

### Beobachtungsturm am Borcheltsbusch
Ebenfalls an der Straße zwischen Freesdorf und Goßmar gelegen befindet sich der sogenannte Kranichturm. Dieser ca. 15 m hohe Beobachtungsturm grenzt an ein 300 Hektar großes Moor und ist damit das Zentrum des Kranichsammel- und Rastplatzes im Luckauer Becken.
Die meisten Kraniche gibt es hier im September und Oktober zu sehen. Von August bis Oktober bietet die Naturwacht Führungen an.